# 성주 쌍충사적비
성주 쌍충사적비(星州 雙忠事蹟碑)는 대한민국 경상북도 성주군 성주읍 경산리에 있는 조선시대의 사적비이다. 1974년 12월 10일 경상북도의 유형문화재 제61호로 지정되었다.

## 개요
임진왜란 때 나라를 위해 싸우다 죽은 제말(諸沫)과 그의 조카인 제홍록(諸弘錄)의 공적을 기리기 위해 세운 비이다. 임진왜란이 일어나자 당시 성주목사로 있던 제말은 의병을 모아 왜군에 맞서 싸우다 제홍록과 함께 전사하였다. 선조는 그의 공을 치하하여 병조판서로 벼슬을 높이고 이 비를 세우도록 하였다.
비의 형태는 네모난 바닥돌 위에 비몸을 세우고 용을 조각한 머릿돌을 얹은 모습이다. 정조 16년(1792)에 세운 것으로, 비문은 서유린이 글을 짓고 이병모가 글씨를 썼으며, 조윤정이 비의 제목을 새겼다.
원래의 자리는 성주초등학교 교정이었는데, 학교 운동장을 넓히면서 1940년 경 지금의 자리로 옮겨 놓은 것이다. 이들의 묘소는 경남 창원군 진동면 다구리에 있으며, 같은 비가 경남 진주시 촉석루 뒷편에 하나 더 있다.

## 같이 보기
- 진주 쌍충사적비 (경상남도 유형문화재 제3호)

## 참고 자료
- 쌍충사적비 - 국가유산청 국가유산포털